# Baoulé (afluent del Bakhoy)
El Baoulé és un riu d'Àfrica occidental que corre per Mali. És l'afluent major del Bakhoy, per tant un sots-afluent del riu Senegal.

## Geografia
El Baoulé neix en els turons situats al sud-oest del Mali, prop de la frontera guineana, a 120 quilòmetres al sud-oest de Bamako i flueix en principi en direcció del nord sobre una distància de més de 200 quilòmetres. Gira llavors cap a l'oest, efectuant un gran méandre, a continuació efectua un gran blucke que el porta en direcció del nord-est, a continuació de l'oest, a continuació del sud-est i finalment del sud-oest. El seu curs constitueix, en tota aquesta zona de méandres, el límit nord del parc nacional del Bucle del Baoulé.
En l'última part del seu recorregut, flueix en direcció del sud-oest. Arriba aviat al Bakhoy, al qual aboca les seves aigües en marge dret a una dotzena de quilòmetres més avall de Toukoto, duplicant gairebé el cabal del riu beneficiat.
La seva longitud és d'aproximadament 500 quilòmetres. No és navegable.
El Baoulé és un curs d'aigua moderadament abundant però extremadament irregular. Té llargs períodes de poca aigua amb assecament sovint complet de desembre a maig. El cabal mitjà mensual observat d'abril a maig (mínim d'estiuada) no arribat a 0,1 m3/s (100 litres), o sigui més de 3 000 vegades menys que el cabal mitjà del mes de setembre, cosa que testifica de la seva molt gran irregularitat estacional.